# Oleksandr Tschyrkow
Oleksandr Tschyrkow (ukrainisch Олександр Чирко́в, englische Transkription Oleksandr Chyrkov, * 16. Juni 1996) ist ein ukrainischer Badmintonspieler. Er startet im Parabadminton in der Startklasse SL3 der Gehbehinderten im Einzel, Doppel und Mixed. Tschirkow bereitet sich auf eine Teilnahme an den Sommer-Paralympics 2020 in Tokio vor.

## Sportliche Laufbahn
Bei der Badminton-Europameisterschaft für Behinderte 2018 in Rodez gelangte Tschirkow bis in das Einzelfinale, in dem er dem Engländer Daniel Bethell unterlag. Im Doppel schied er schon in der Gruppenphase und im Mixed im Viertelfinale aus. Tschirkow nahm an der Badminton-Weltmeisterschaft für Behinderte 2019 in Basel teil, konnte aber seinen Medaillenerfolg nicht wiederholen.